# هوانغ وو سيول هاي
هوانغ جين هي، المعروفة بالاسم المسرحي هوانغ وو سيول هاي (بالكورية: 황우슬혜)‏ هي ممثلة كورية جنوبية. ولدت يوم 10 أغسطس 1979 في سول في كوريا الجنوبية.

## روابط خارجية
- هوانغ وو سيول هاي على موقع IMDb (الإنجليزية)
- هوانغ وو سيول هاي على موقع قاعدة بيانات الفيلم (الإنجليزية)